# Stachyneura
Stachyneura is een geslacht van vlinders van de familie sikkelmotten (Oecophoridae), uit de onderfamilie Xyloryctinae.

## Soorten
- S. iostigma Diakonoff, 1948
- S. sceliphrodes (Meyrick, 1925)